# Zauberlehrling (Oberhausen)

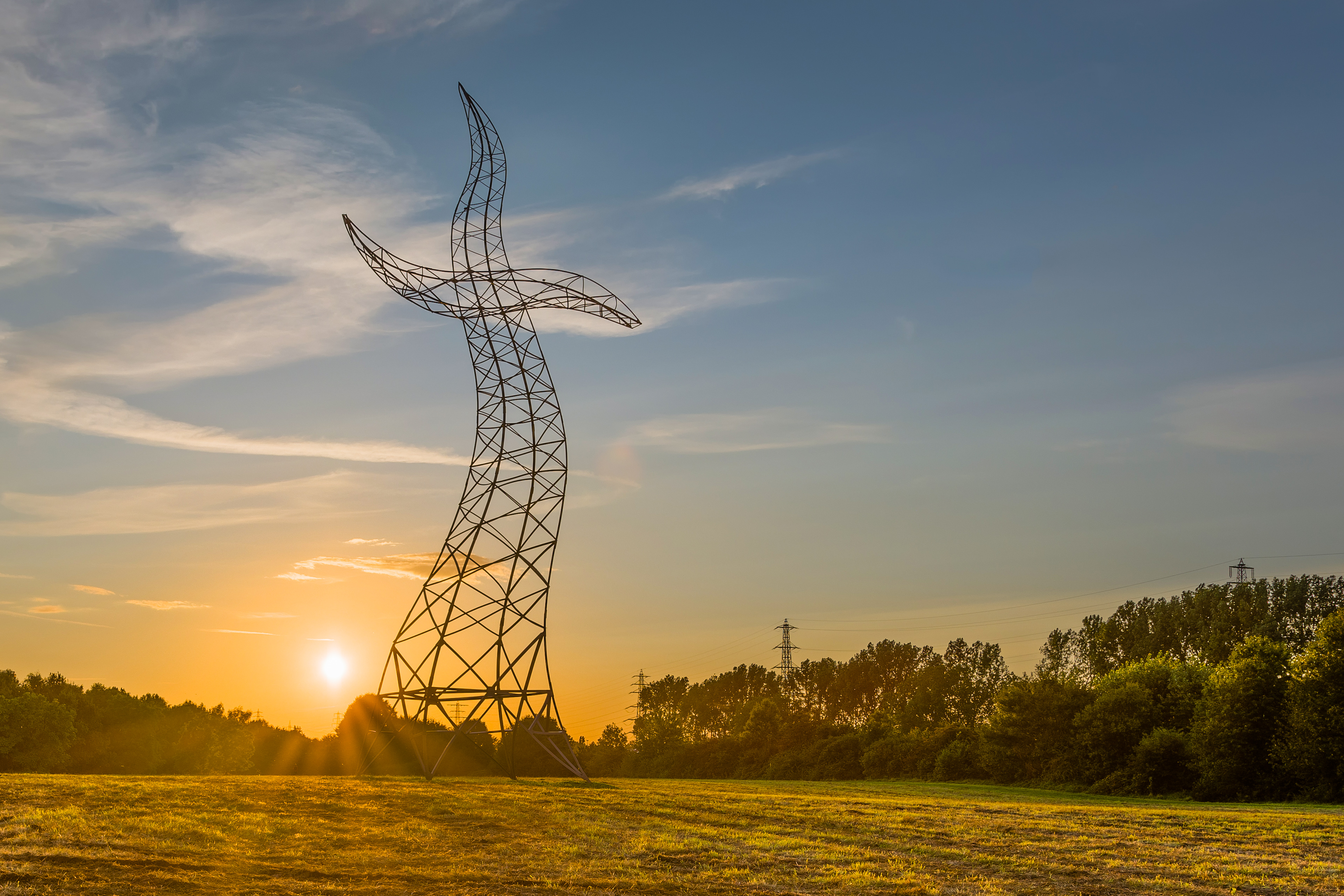
„Zauberlehrling“, ursprüngliche Skulptur, Anblick von Osten

Der Zauberlehrling, auch Tanzender Strommast genannt, ist ein dauerhaft installiertes Kunstwerk in Oberhausen, das anlässlich der Ausstellung Emscherkunst 2013 entstand und später Teil des Emscherkunstwegs wurde.

## Beschreibung

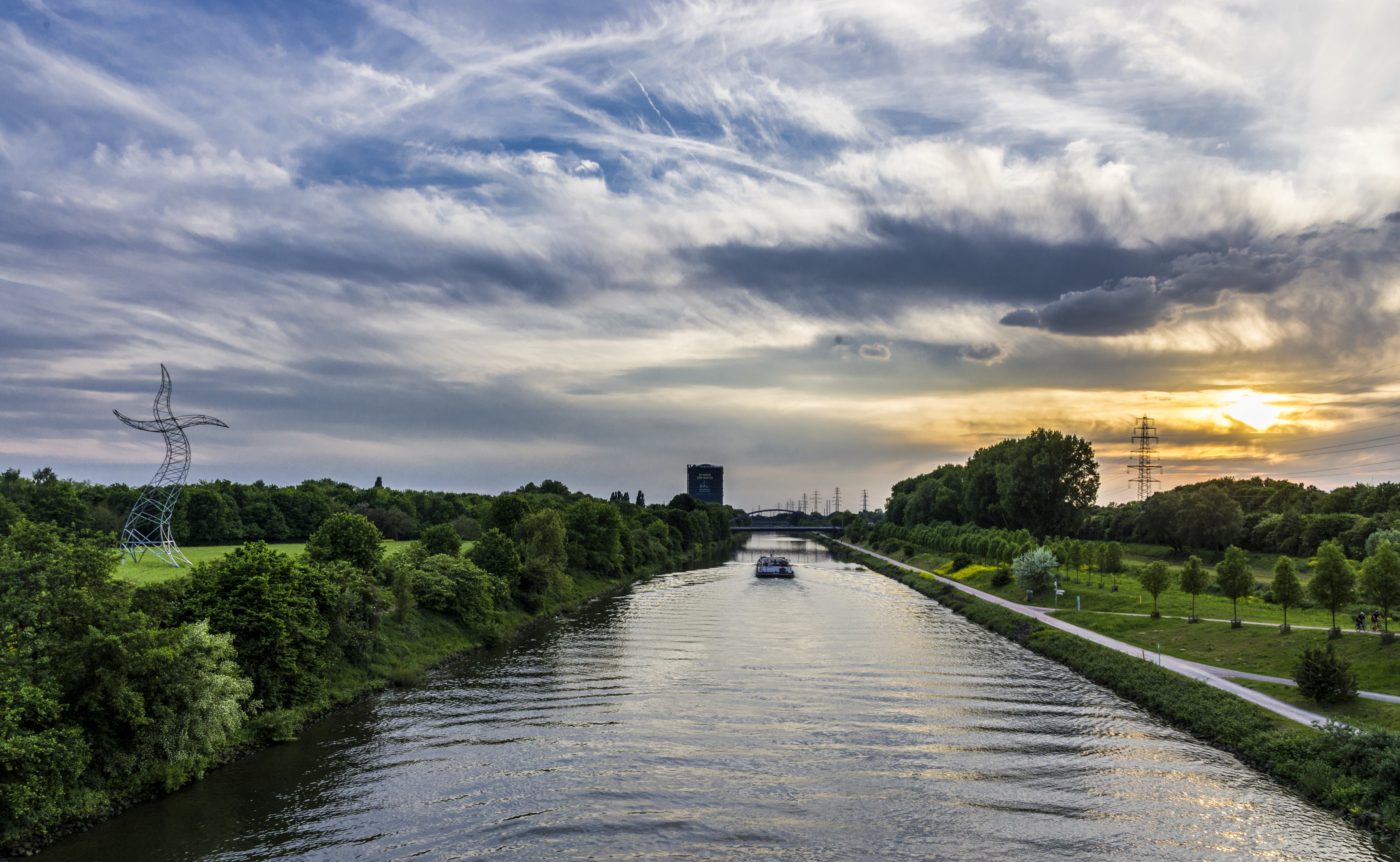
Panorama, 2017.

Geschaffen wurde die Skulptur von der Berliner Künstlergruppe inges idee.
Das Kunstwerk steht auf einer Grasfläche am Rhein-Herne-Kanal in der Nähe von Haus Ripshorst. Sein oberer Teil ist auch von der nördlich vorbeilaufenden A 42 aus sichtbar.
Die etwa 35 Meter hohe Skulptur besteht aus Stahlprofilen und zeigt das von Freileitungen vertraute Bild eines Gittermastes mit einer Traverse. Doch die normalerweise geraden Bauteile fügen sich in dieser Skulptur zu geschwungenen Formen zusammen, als tanze der Mast mit ausgestreckten Armen.

## Erneuerung 2018
Nachdem sich bei statischen Prüfungen Schwachpunkte in der Mastkonstruktion gezeigt hatten, wurde der Original-„Zauberlehrling“ im August 2018 sicherheitshalber abgebaut. Das Fundament wurde verstärkt und ab Mitte September in Absprache mit den Schöpfern eine neue Konstruktion in entsprechender Form und Größe, aber dauerhafterer Ausführung mit verstärkten Profilen und etwas weniger kühnen Biegungen errichtet. Finanziert wurde die Maßnahme über die Gewährleistung der Künstlergruppe.

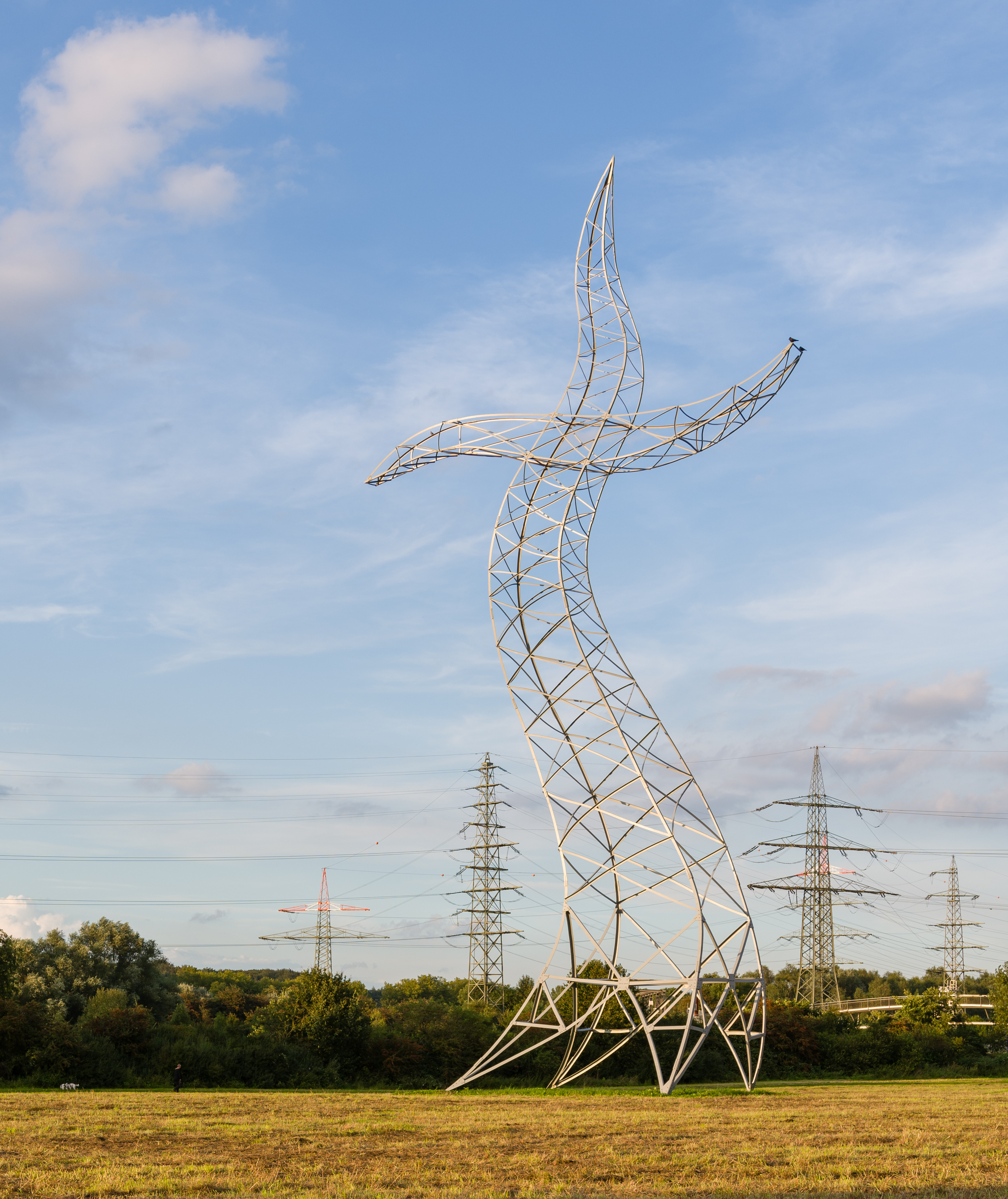
2014, Anblick von Westen der alle ursprünglichen Biegungen zeigt.
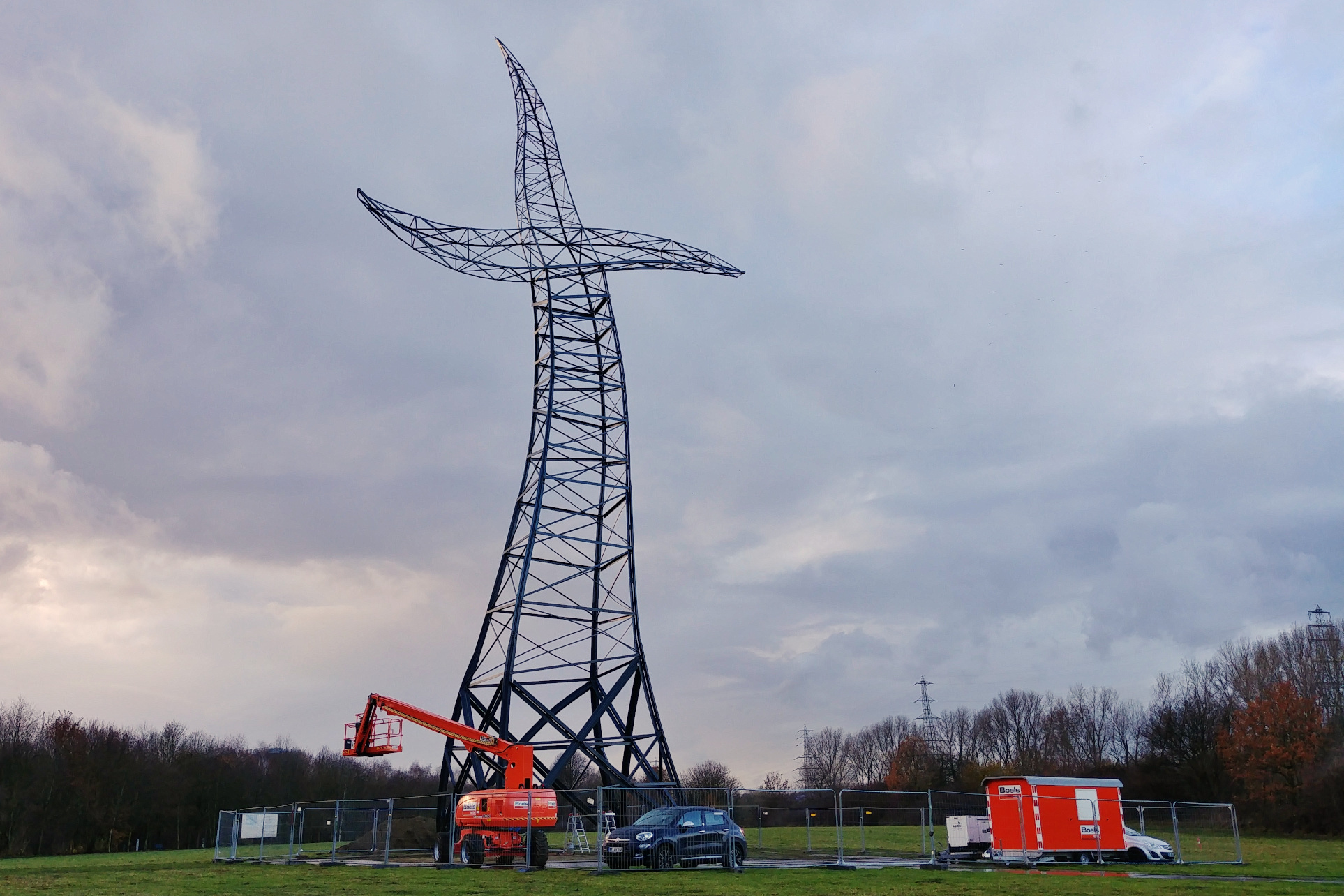
2018, Rekonstruktion, Dezember 2018, Anblick von Osten.